# Kaeng Hang Maeo (huyện)
Kaeng Hang Maeo (tiếng Thái: แก่งหางแมว) là huyện cực tây bắc (‘‘amphoe’’) của tỉnh Chanthaburi, phía đông Thái Lan.

## Địa lý
Các huyện giáp ranh là (từ phía đông theo chiều kim đồng hồ) Soi Dao, Khao Khitchakut, Tha Mai, Na Yai Am của tỉnh Chanthaburi, Klaeng, Khao Chamao của tỉnh Rayong, Bo Thong của tỉnh Chonburi, Tha Takiap của tỉnh Chachoengsao và Wang Sombun của tỉnh Sa Kaeo.

## Lịch sử
Tiểu huyện (King Amphoe) Kaeng Hang Maeo được thành lập ngày 1 tháng 4 năm 1990 từ sự chia tách 5 tambon của Tha Mai. Đơn vị này đã được nâng thành huyện ngày 8 tháng 9 năm 1992.

## Hành chính
Huyện này được chia thành 5 phó huyện (tambon), các đơn vị này lại được chia thành 62 làng (muban). Không có khu vực đô thị (thesaban, có 5 tổ chức hành chính tambon (TAO).
| Số TT | Tên             | Tên tiếng Thái | Số làng | Dân số |  |
| ----- | --------------- | -------------- | ------- | ------ |  |
| 1.    | Kaeng Hang Maeo | แก่งหางแมว      | 21      | 8.395  |  |
| 2.    | Khun Song       | ขุนซ่อง          | 17      | 10.671 |  |
| 3.    | Sam Phi Nong    | สามพี่น้อง        | 9       | 5.345  |  |
| 4.    | Phawa           | พวา            | 12      | 9.086  |  |
| 5.    | Khao Wongkot    | เขาวงกต        | 3       | 2.956  |  |